# Nueva Sonora
Nueva Sonora är en ort i Mexiko.   Den ligger i kommunen Tuzantán och delstaten Chiapas, i den sydöstra delen av landet, 900 km sydost om huvudstaden Mexico City. Nueva Sonora ligger 686 meter över havet och antalet invånare är 450.
Terrängen runt Nueva Sonora är kuperad åt sydväst, men åt nordost är den bergig. Runt Nueva Sonora är det tätbefolkat, med 297 invånare per kvadratkilometer. Närmaste större samhälle är Huixtla, 10,2 km väster om Nueva Sonora. I omgivningarna runt Nueva Sonora växer i huvudsak städsegrön lövskog.